# Практическо земеделие
„Практическо земеделие“ с подзаглавие Списание на агрономическата колегия в Петричкия окръг за земеделско-стопански и коопаретивни въпроси, земеделие, скотовъдство, млекарство, скотолечение, лозарство, винарство, овощарство, пчеларство, бубарство и пр. е българско месечно земеделско списание, което излиза в Горна Джумая в 1925 година под редакцията на Антим Ингилизов.
Печата се в печатниците „Съгласие“ на Н. Девенджиев и М. Гюрков в София и в „Ст. Николов“ в Горна Джумая.
| Годишнина | Броеве | Дата                        |
| --------- | ------ | --------------------------- |
| I         | 1 – 8  | януари 1925 – октомври 1925 |

От 8 брой редактор е Антим Ингилизов. „Практическо земеделие“ има за цел подобрение на земеделието с всичките му клонове в Петричкия окръг.